# Bbno$
bbno$ (pronunțat "baby no money") (n. Alexander Leon Gumuchian; n. 30 iunie 1995, Vancouver, British Columbia, Canada) este un rapper, cântăreț și textier canadian. Este cunoscut datorită single-ului său din 2019 "Lalala" realizat în colaborare cu Y2K, cât și pentru videoclipurile și atitudinea nonșalantă. În 2025 a câștigat un Premiu Juno în categoria "fan choice". Este un colaborator frecvent și bun prieten al rapper-ului Yung Gravy.

## Copilăria
bbno$ s-a născut in Vancouver, având un tată de origine armeană și o mamă de origine danezo-elvețiană. Înainte să înceapă liceul a fost școlit acasă. Mama l-a încurajat să învețe să cânte la pian, dar nu s-a descurcat la partea de teorie muzicală.

## Cariera muzicală
În 2014 a devenit interesat de muzică în urma unui accident care l-a împedicat din a deveni înotător. A devenit interesat de rap și producție muzicală când experimenta GarageBand cu un grup de prieteni. În 2016 a început să încarce muzică pe soundcloud sub numele "bbnomula" și a intrat rapid în atenția publicului. A devenit popular în China având concerte unde era cap de afiș.

### Discografie
| Denumire            | Data lansării     | Note                         |
| ------------------- | ----------------- | ---------------------------- |
| BB Steps            | 12 iulie 2018     |                              |
| Recess              | 25 ianuarie 2019  |                              |
| I Don't Care at All | 7 noiembrie 2019  |                              |
| Baby Gravy 2        | 14 februarie 2020 | În colaborare cu Yung Gravy. |
| Good Luck Have Fun  | 9 octombrie 2020  |                              |
| Eat Ya Veggies      | 8 octombrie 2021  |                              |
| Bag or Die          | 21 octombrie 2022 |                              |
| Baby Gravy 3        | 25 august 2023    | În colaborare cu Yung Gravy. |

| Denumire   | Data lansării     | Note                         |
| ---------- | ----------------- | ---------------------------- |
| Baby Gravy | 11 octombrie 2017 | În colaborare cu Yung Gravy. |
| Whatever   | 2018              | În colaborare cu So Loki.    |
| Babydrip   | 2018              | În colaborare cu SwuM.       |
| My Oh My   | 2021              |                              |

## Prezență și Imagine în mediul online
În online bbno$ mai este cunoscut și ca "bibinos" sau alte nume similare. Porecla a fost dată de fanii acestuia care făceau glume pe seama pronunției numelui său.

### Cosplay-uri
Bbno$ este cunoscut și pentru cosplay-urile sale, acestea fiind apreciate de fani, devenind un meme în comunitatea de fani a acestuia. Câteva dintre cosplay-urile sale sunt: Joost Klein, Tommy Cash, Hatsune Miku, Mascota Wendy's, Grinch, Sonic sau Ironmouse.